# Place Kirov
Pour les articles homonymes, voir Kirov.
La place Kirov (Площадь Ки́рова, plochtchad Kirova) est une place du centre-ville d'Iekaterinbourg en Russie. Elle se trouve dans le raïon (district) du même nom de la ville et jouxte la perpective Lénine dont elle marque la fin.

## Histoire
La place date de 1916, lorsque commence l'édification du corps central de l'institut des Mines de l'Oural. L'institut polytechnique de l'Oural y est construit de 1929 à 1956; il porte le nom aujourd'hui d'université technique d'État de l'Oural. Ce corps central se trouve le long de la place de l'est au sud.
Le square sur la place est aménagé le 8 janvier 1921 et redessiné en 1928-1939. On y trouve des mélèzes, des bouleaux, des chênes, des érables à feuilles composées et des aubépines. Les espaces verts ont été renouvelés en 1946, 1956 et dans les années 1960. Un buste du héros de l'Union soviétique Mikhaïl Odintsov y est installé en 1953. La place est refaite et restaurée en 1956. Un mémorial aux étudiants et enseignants tués pendant la Grande Guerre patriotique est érigé en 1961 et en 1983 une statue de Sergueï Kirov en l'honneur duquel cette place doit son nom.

## Monuments
La place Kirov est bordée par les bâtiments de l'université technique d'État de l'Oural et par l'école militaire Souvorov d'Iekaterinbourg. Elle est ornée d'une statue de Kirov, du mémorial des étudiants et enseignants morts pendant la Grande Guerre patriotique, et d'un buste d'Odintsov. Le square mesure 4,3 hectares et comprend 974 arbustes et 839 arbres.
La place est un lieu de promenade des citadins et des étudiants et des festivals et fêtes de la ville y ont lieu.

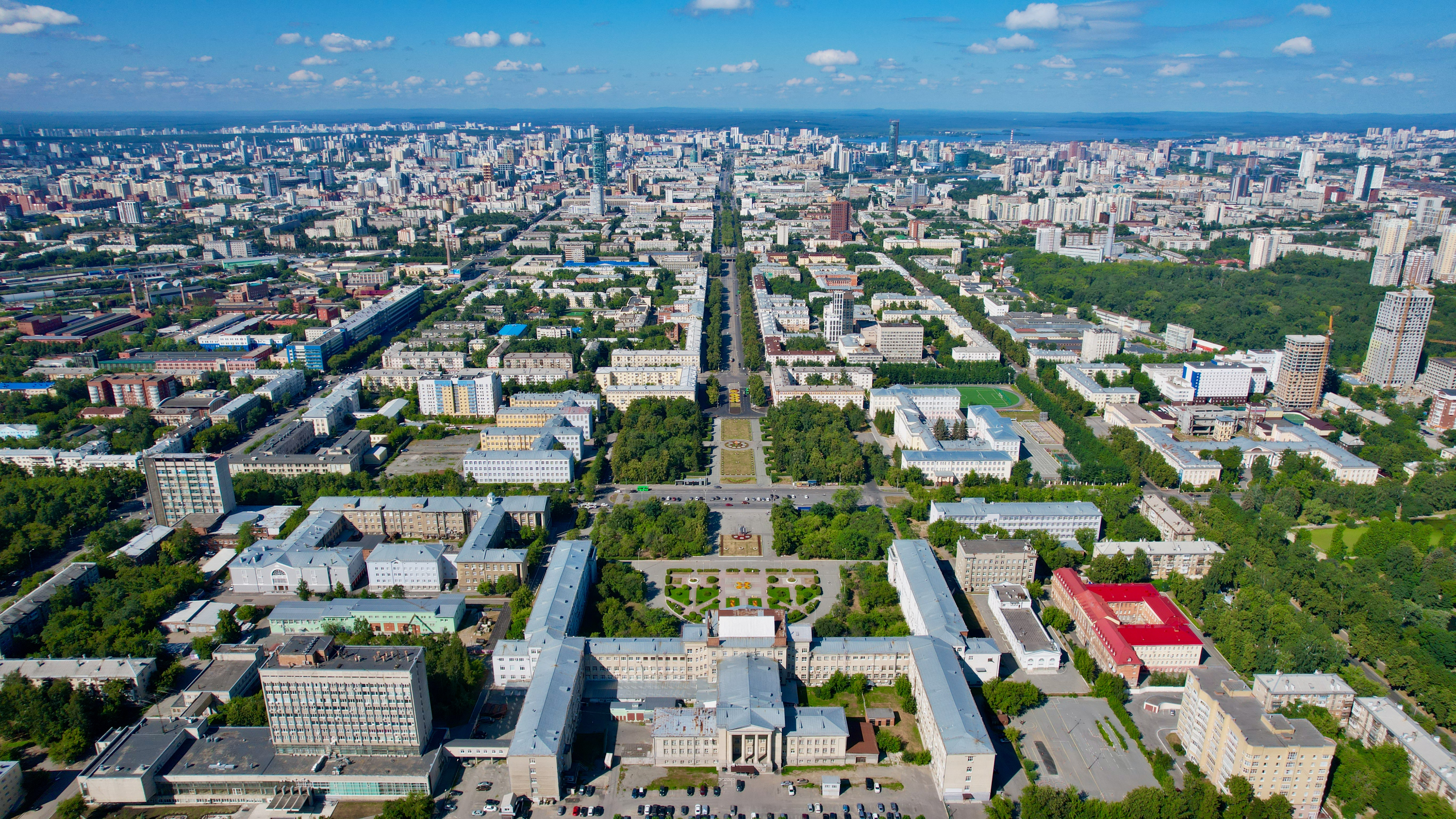
Vue de la place en premier plan.
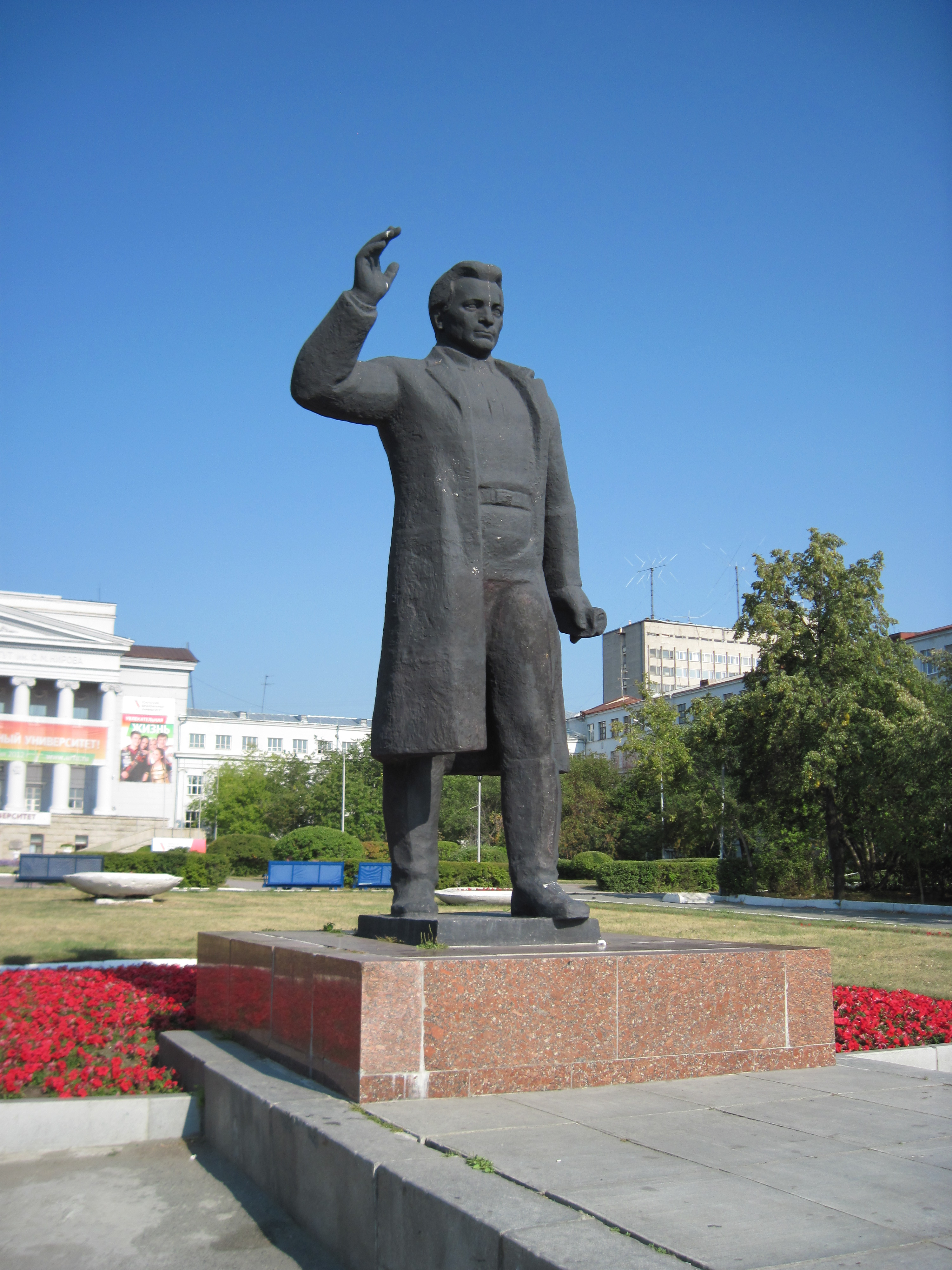
Statue de Kirov.
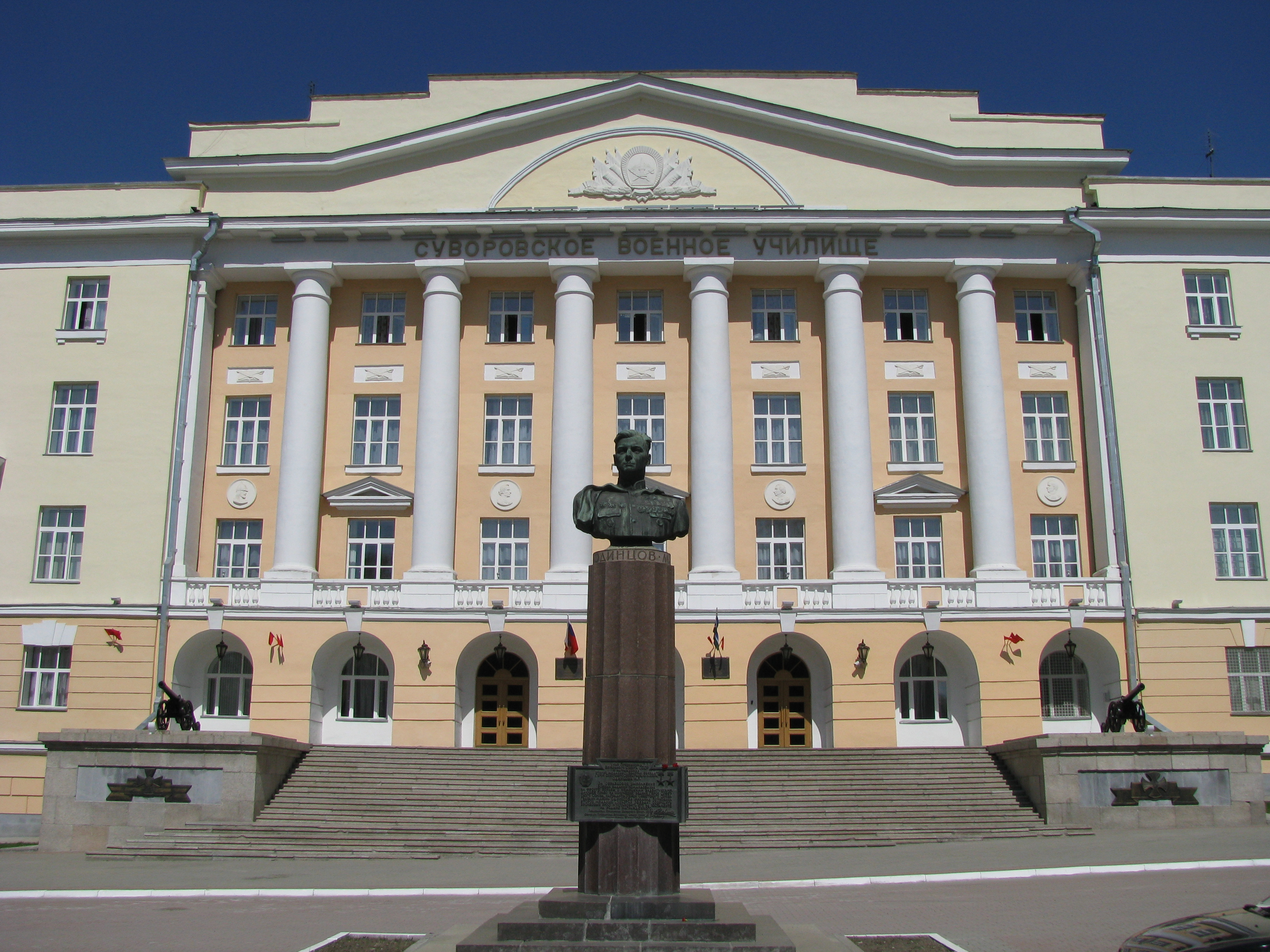
Buste d'Odintsov devant l'école Souvorov.
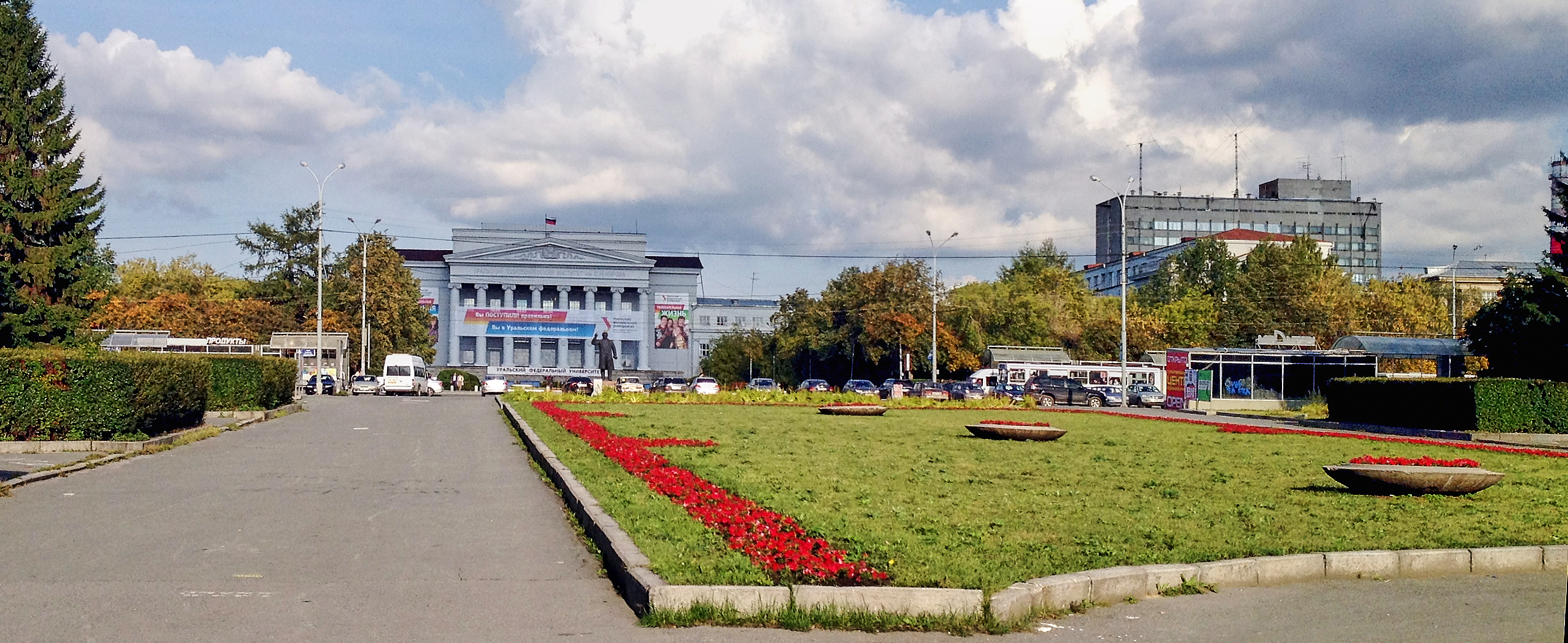
Square de la place.
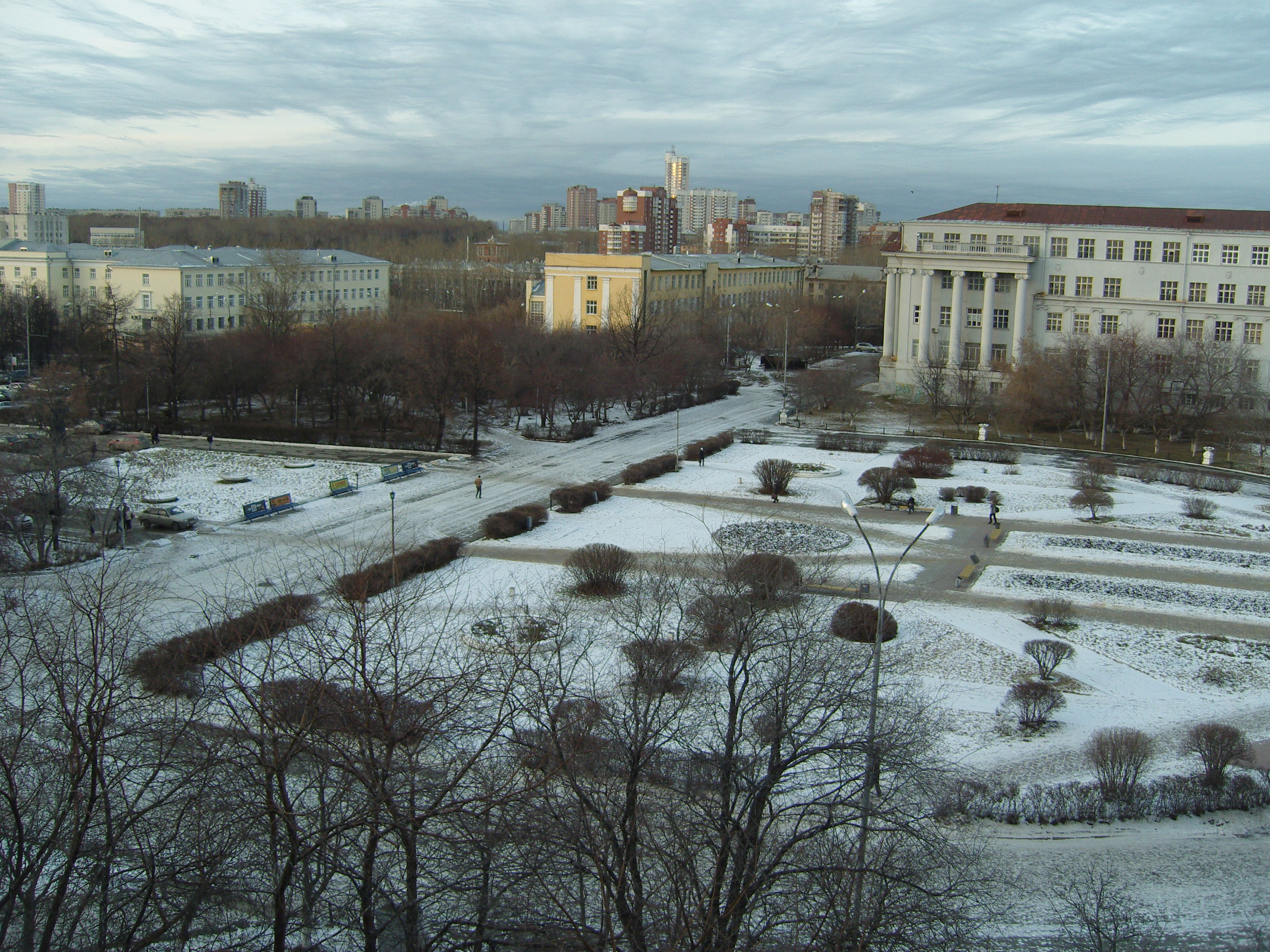
Vue de l'aile droite du corps de bâtiment central de l'université technique de l'Oural.
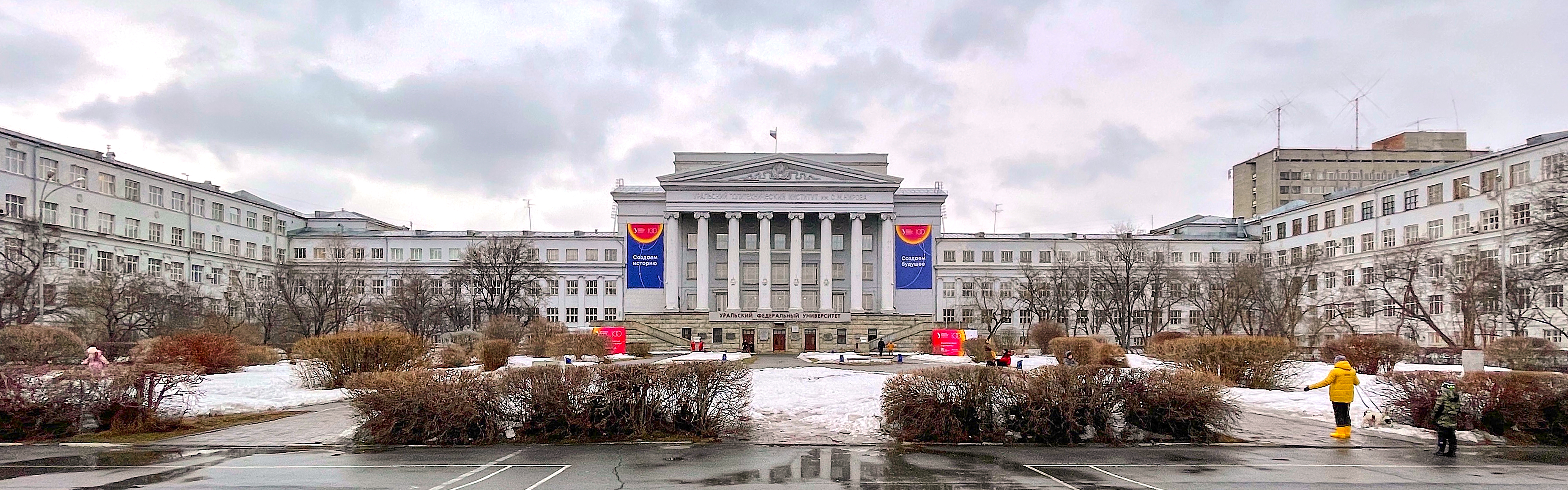
La place au printemps.